# Lnica janowcowata
Lnica janowcowata (Linaria genistifolia (L.) Mill.) – gatunek rośliny z rodziny babkowatych. Występuje w środkowej i wschodniej Europie oraz w zachodniej i środkowej Azji. W Polsce w południowo-zachodniej części kraju, poza tym zawlekany.

## Rozmieszczenie geograficzne
Zasięg gatunku obejmuje środkową i wschodnią Europę na zachodzie i północy sięgając po Austrię, Czechy, Polskę i Białoruś, a na południu po Włochy i Grecję. Dalej na wschód rośnie w Azji Mniejszej, w regionie Kaukazu, w południowej Rosji sięgając po zachodnią Syberię i Ałtaj, w Kazachstanie i w północnej części chińskiego Regionu Autonomicznego Sinciang. Jako gatunek introdukowany rośnie w Niemczech, USA i w Południowej Afryce.
W Polsce z liczniejszych stanowisk znany jest tylko w województwach dolnośląskim i opolskim oraz w południowej części lubuskiego. Poza tym zawlekany jest i rejestrowany na pojedynczych, rozproszonych stanowiskach na północy po okolice Szczecina, Poznania, Torunia i Warszawy. Status gatunku w polskiej florze jest niejasny, jako niewątpliwie powstałe w wyniku zawleczenia przez ludzi uznawane są stanowiska spoza południowo-zachodniej części kraju (tam zaś możliwe, że występuje naturalnie).

## Morfologia
PokrójRoślina zielna z tęgim, rozgałęzionym korzeniem. Pęd nagi i sinozielony, prosto wzniesiony, zwykle rozgałęziający się w górnej części. Osiąga od 30 do 100, rzadko do 120 cm wysokości.
LiścieSkrętoległe, sztywne i skórzaste. Blaszka kształtu lancetowatego, przy czym liście w dole pędu są szersze (do jajowatych) w górze węższe (do równowąskolancetowatych). Osiągają do 6,5 cm długości i 3 cm szerokości (na ogół ok. 3 cm długości i 1 cm szerokości). U nasady są sercowate i obejmują łodygę, całobrzegie, na szczycie zaostrzone. Użyłkowanie wyraźnie trójnerwowe, rzadziej nerwów jest 5 lub 7.
KwiatyWyrastają w wydłużonych, luźnych gronach lub wiechach składających się z kilku lub wielu kwiatów. Całe kwiatostany są nagie z wyjątkiem owłosionych, żółtych koron kwiatów. Kwiaty osadzone są na szypułkach osiągających do ok. 5 mm długości i wsparte są dłuższymi od szypułek przysadkami. Kielich z lancetowatymi, zaostrzonymi działkami do 6 mm długości. Korona grzbiecista, jasnożółta z ciemniejszą gardzielą. Osiąga do ok. 2 cm długości, z czego połowę stanowi wyprostowana ostroga. Dolna warga w gardzieli pokryta jest białożółtymi włoskami. Pręciki są cztery, dwusilne, i nagie poza krótkimi włoskami u nasady. Zalążnia kulista, naga, zwieńczona długą, cienką i nagą szyjką.
OwoceKulisto jajowate, nagie torebki osiągające do 5 mm długości. Mniej lub bardziej wystające ponad trwałe działki kielicha. Zawierają nasiona szarobrązowe, jajowate, o długości 1–1,2 mm, nieobłonione, ale ostro trójkanciaste, na powierzchni łupiny siatkowato pomarszczone.

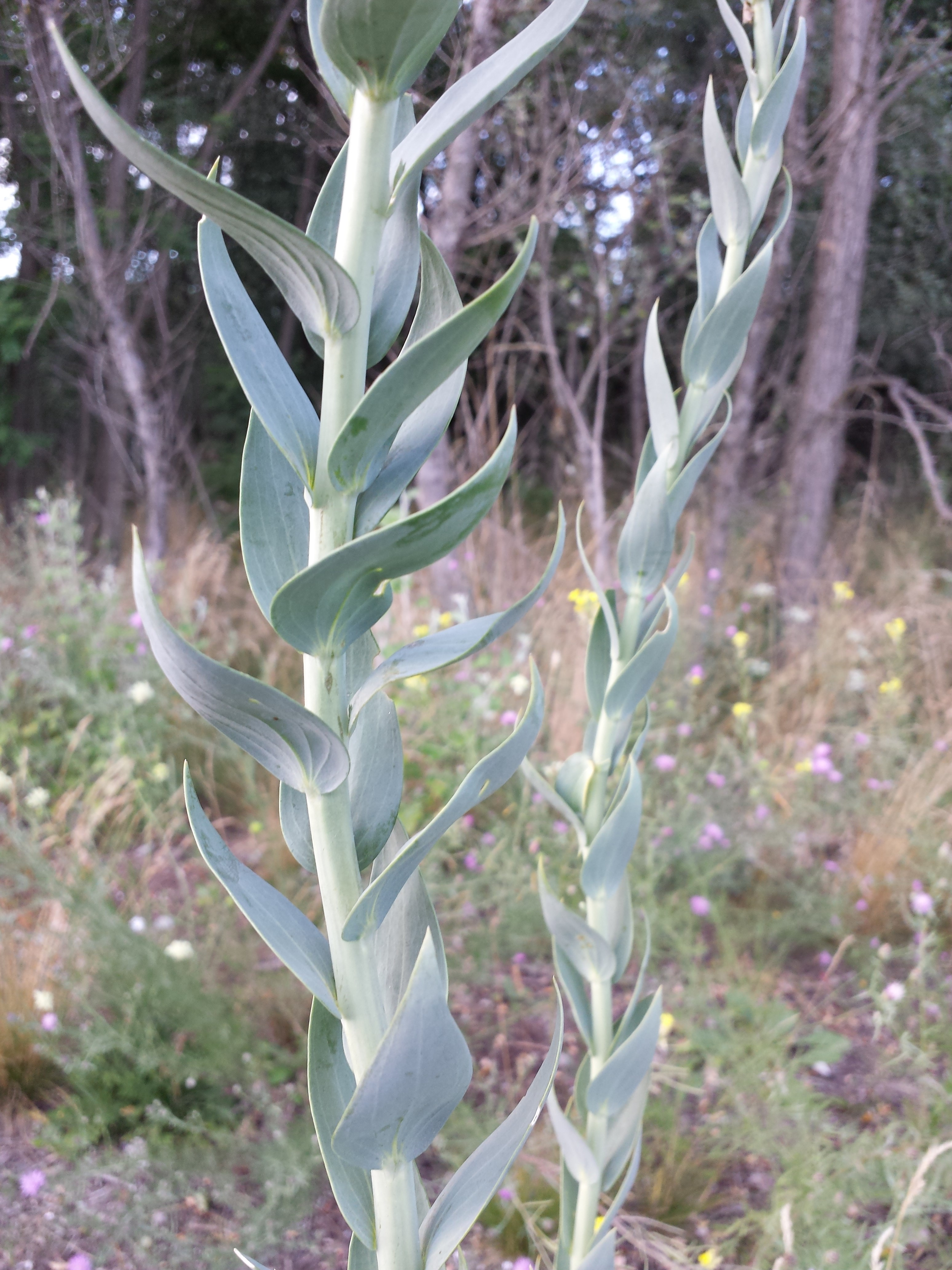
Liście
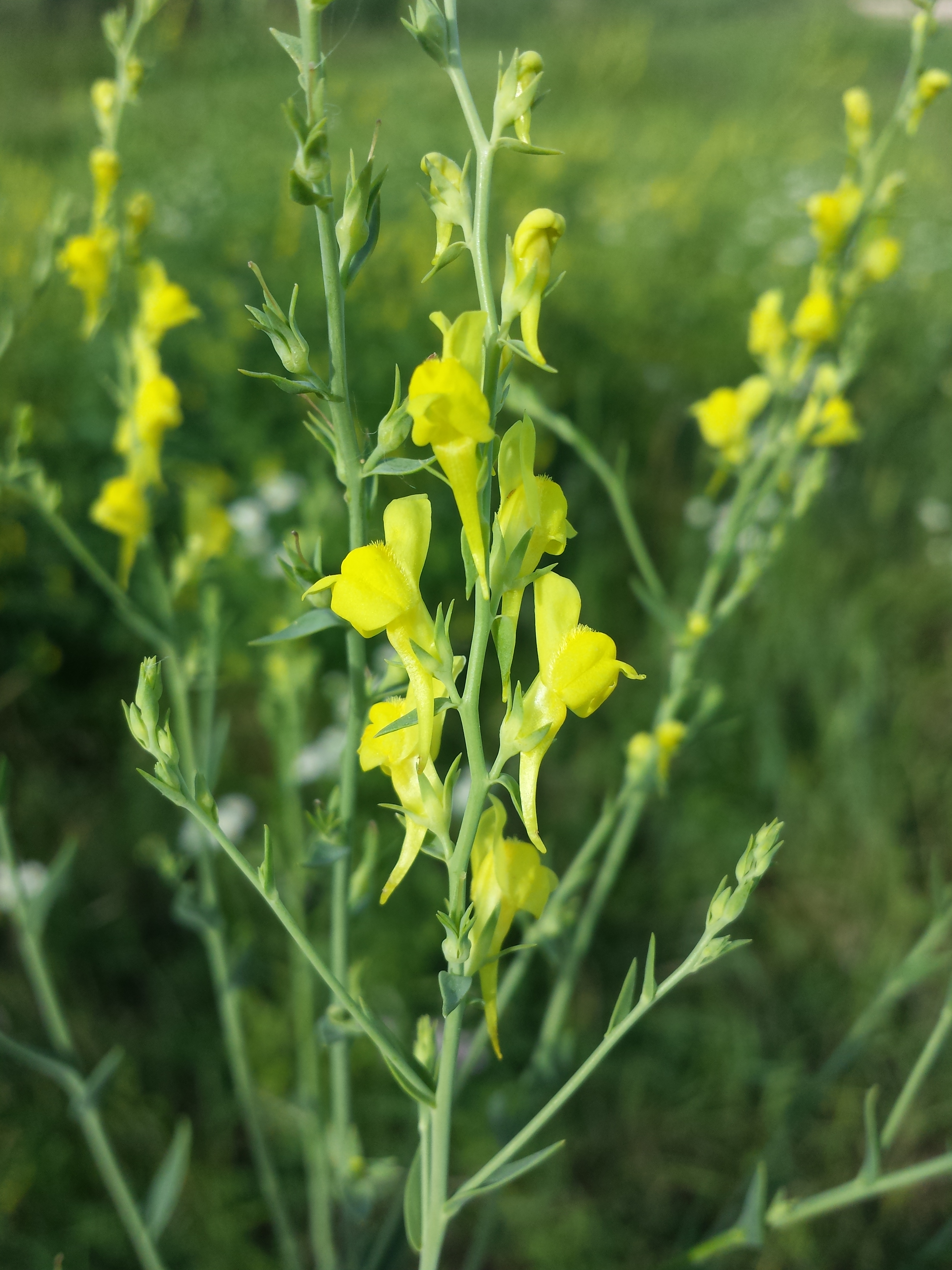
Kwiatostan
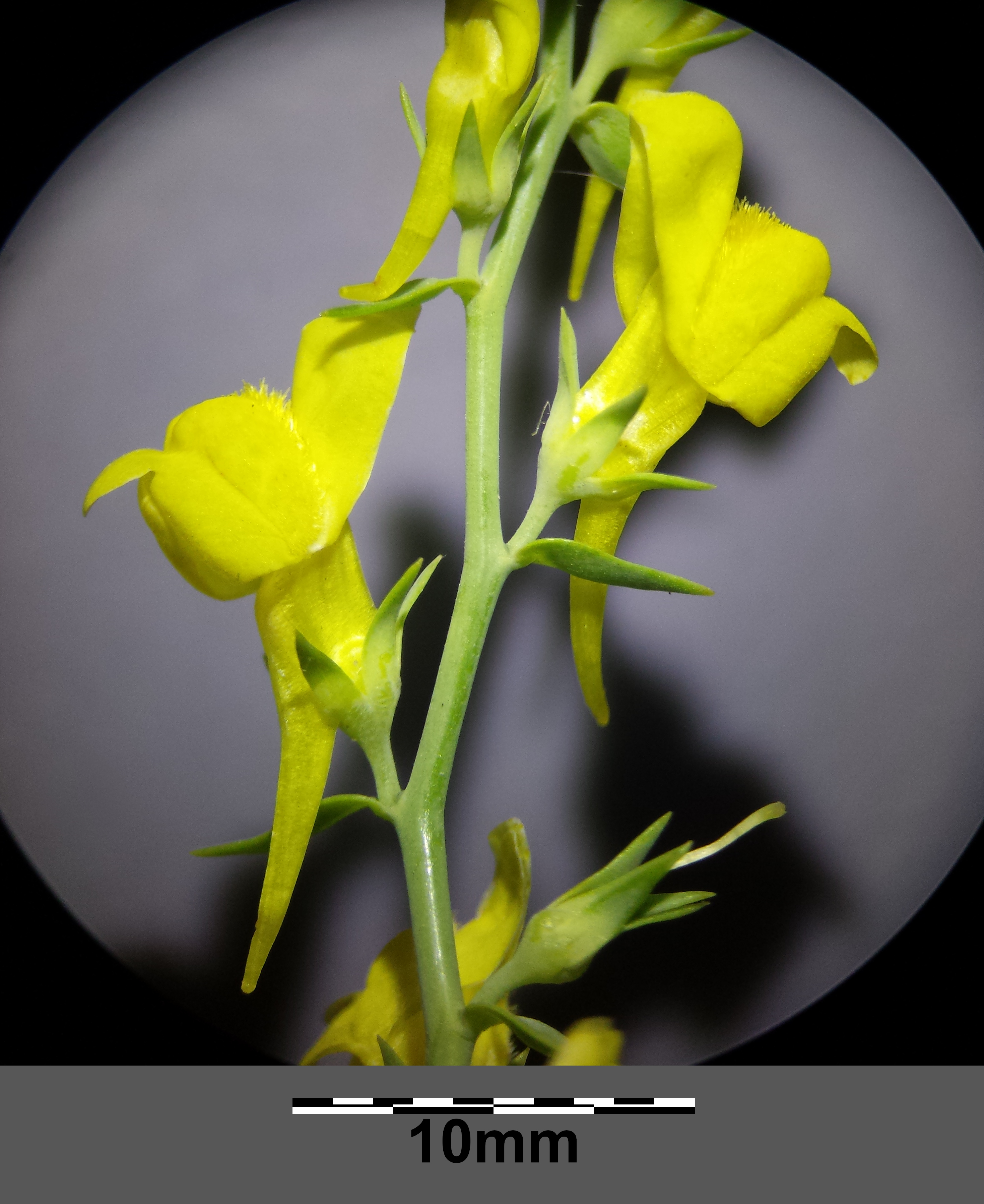
Kwiaty
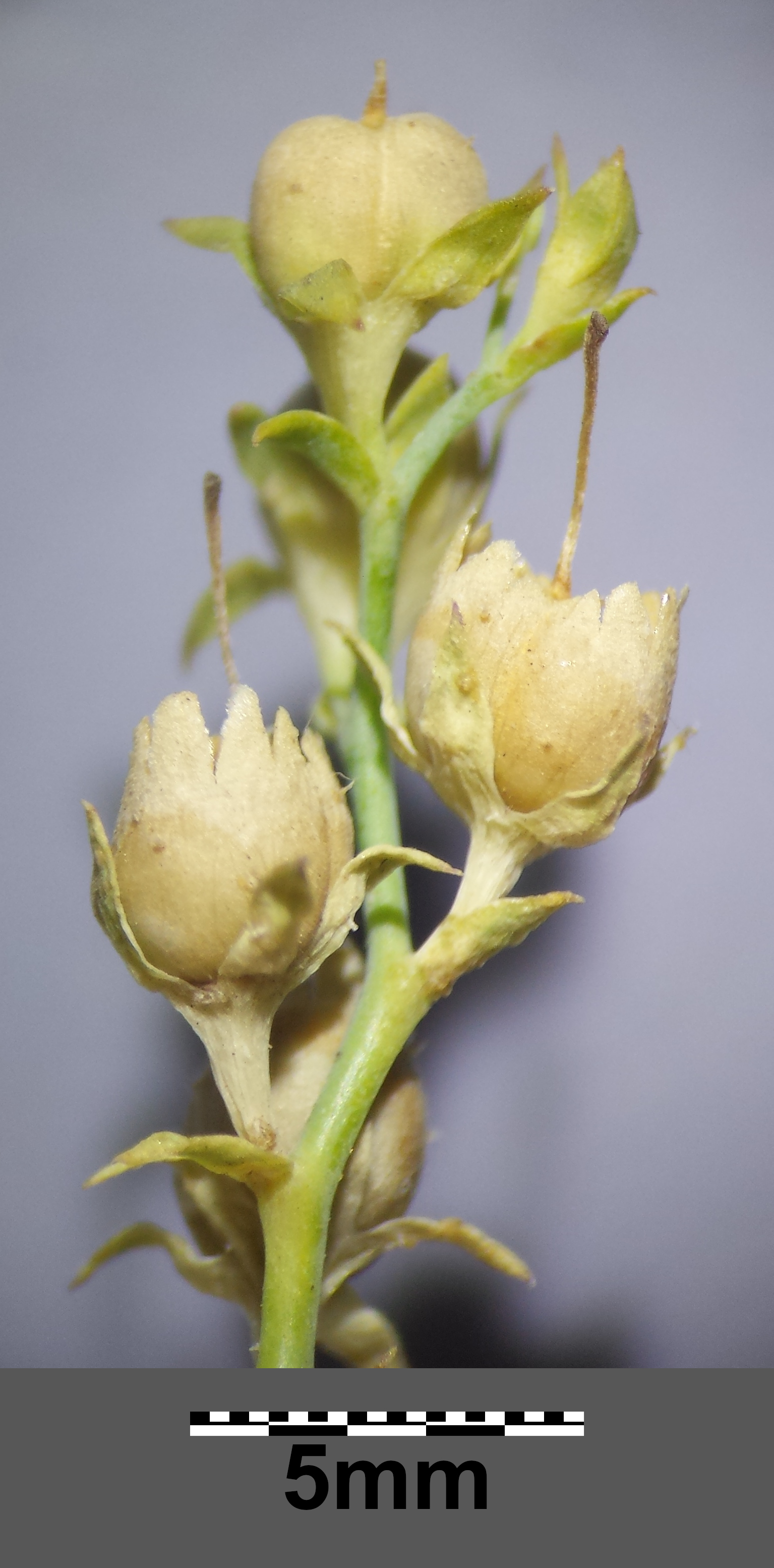
Owoce

## Biologia i ekologia
Bylina. Rośnie w miejscach nasłonecznionych, piaszczystych i skalistych, w zaroślach i widnych lasach, na stepach, przydrożach i przytorzach. Kwitnie od czerwca do września. 

## Systematyka i zmienność
W obrębie gatunku wyróżnianych jest poza podgatunkiem typowym 6 innych podgatunków:
- Linaria genistifolia subsp. artvinensis P.H.Davis
- Linaria genistifolia subsp. confertiflora (Boiss.) P.H.Davis
- Linaria genistifolia subsp. euxina (Velen.) D.A.Sutton
- Linaria genistifolia subsp. polyclada (Fenzl) P.H.Davis
- Linaria genistifolia subsp. praealta (Boiss. & Balansa) P.H.Davis
- Linaria genistifolia subsp. sofiana (Velen.) Chater & D.A.Webb

W Polsce spotykany jest zwykle podgatunek typowy subsp. genistifolia. Podawany jako przejściowo, rzadko zawlekany podgatunek Linaria genistifolia subsp. dalmatica (L.) Maire & Petitm. wyodrębniany jest jako osobny gatunek – lnica dalmacka Linaria dalmatica (L.) Mill. (różni się szerszymi liśćmi i większymi kwiatami, osiągającymi od 2 do 5 cm długości).